# Stenhøj (Horsensfjord)
 Der 1978 ausgegrabene Stenhøj liegt unweit von Søvind an den Hängen nördlich des Horsensfjords in Ostjütland in Dänemark. Die Kammer befindet sich in einem etwa 18,0 m langen und 6,8 m breiten Hünenbett, das früher von Randsteinen begrenzt war. Ursprünglich befanden sich rund 15 Steine an beiden Seiten und fünf oder sechs an den Enden. Trockenmauerwerk aus Sandsteinplatten füllte die Zwischenräume zwischen den Steinen. Er stammt aus der Jungsteinzeit etwa 3500–2800 v. Chr. und ist eine Megalithanlage der Trichterbecherkultur (TBK). 
Der Name ist in Dänemark nicht selten. Anlagen des Namens (auch Stenhøjen oder Store Stenhøj genannt – mit Ebbesen-Nr.) liegen auch bei Asdal (3100), Ås (3175), Boulstrup (4042), Bråe By (4211), Bygholm (4206), Daugård (4195), Ertebjerg (4836), Flovstrup (131107a), Gundestrup (2486), Hammer (1804), Hejring (3616), Højen (4221), Horneby (257), Lyø (2845), Østrup (3941), Rønninge (2576), Sandbjerg (220), Skalmstrup (3904), Skringstrup (3536), Stenløse (368), Store Rørbæk (352), Tolne (3087), Thorsager (4024) und bei Tyrrestrup (4118).
In der ersten Ausgrabungsphase wurden in der Kammer schwere Steine, zerkleinerter Feuerstein und eine mit Holzkohle geschwärzte Füllung mit kleinen Steinen freigelegt. Sie enthielt spätbronzezeitliche Tonscherben einer Nachbestattung und einen Feuersteindolch aus einer gestörten spätneolithischen Bestattung.
Die polygonale Kammer hatte ursprünglich fünf Tragsteine. Die in leichten Winkeln zueinander stehenden Steine umschlossen einen Boden von 2,6 m Länge und 1,7 m Breite. Die Kammer öffnete sich nach Süden über einen 0,6 m hohen Schwellenstein, an dessen Außenseite zwei Pfosten einen 1,2 m langen und 0,7 m breiten Gang markierten. Einer der Tragsteine im Gang stand in situ. Von den Steinen der Kammer stand der Stein am Zugang in situ, ein anderer war in die Kammer gefallen. Die Fragmente zweier anderer Steine standen an Ort und Stelle, während der fünfte Stein fehlte. Der umgefallene Stein lag in Kontakt mit dem Unterboden. Als er aufgerichtet wurde, stellte sich heraus, dass darunter der Bodenbelag fehlte. Der Stein war also gefallen, bevor der Dolmen erstmals genutzt wurde. Die etwa 1,7 m hohe Kammer war wie für Polygonaldolmen üblich wahrscheinlich mit einem großen Deckstein bedeckt. Die Ganghöhe betrug 1,0 m, wobei kein Deckstein vorhanden war.
Durch Entfernen der sekundären Kammerfüllung wurde ein intakter Boden aus dünnen Steinplatten freigelegt, der den umgefallenen Pfosten integrierte. In der Mitte des Bodens befand sich ein dünner, 1,8 m langer und 0,8 m breiter rotbrauner Bodenfleck, in dessen Mitte sich die abgebrochene Spitze eines Dolches befand. Unter den Platten des spätneolithischen Bodens befanden sich eine 15–35 cm dicke Schicht aus Ton-Mischsand und zwei Feuersteindolche. Darunter befand sich ein Boden aus kleineren Steinen, zwischen denen sich eine Füllung aus zerkleinertem, verbranntem Feuerstein befand. Im Westen der Kammer, an einer Trockenmauer, lag ein zerkleinerter Becher mit Trichterhals. In der Füllung über dem Boden waren drei Bernsteinperlen und 27 Scherben von fünf verschiedenen Töpfen verteilt.